# Muzeum Gazownictwa (Górowo Iławeckie)
Muzeum Gazownictwa Warmii i Mazur powstało w 1994 roku i mieści się w zabytkowym budynku Gazowni w Górowie Iławeckim. 

## Historia

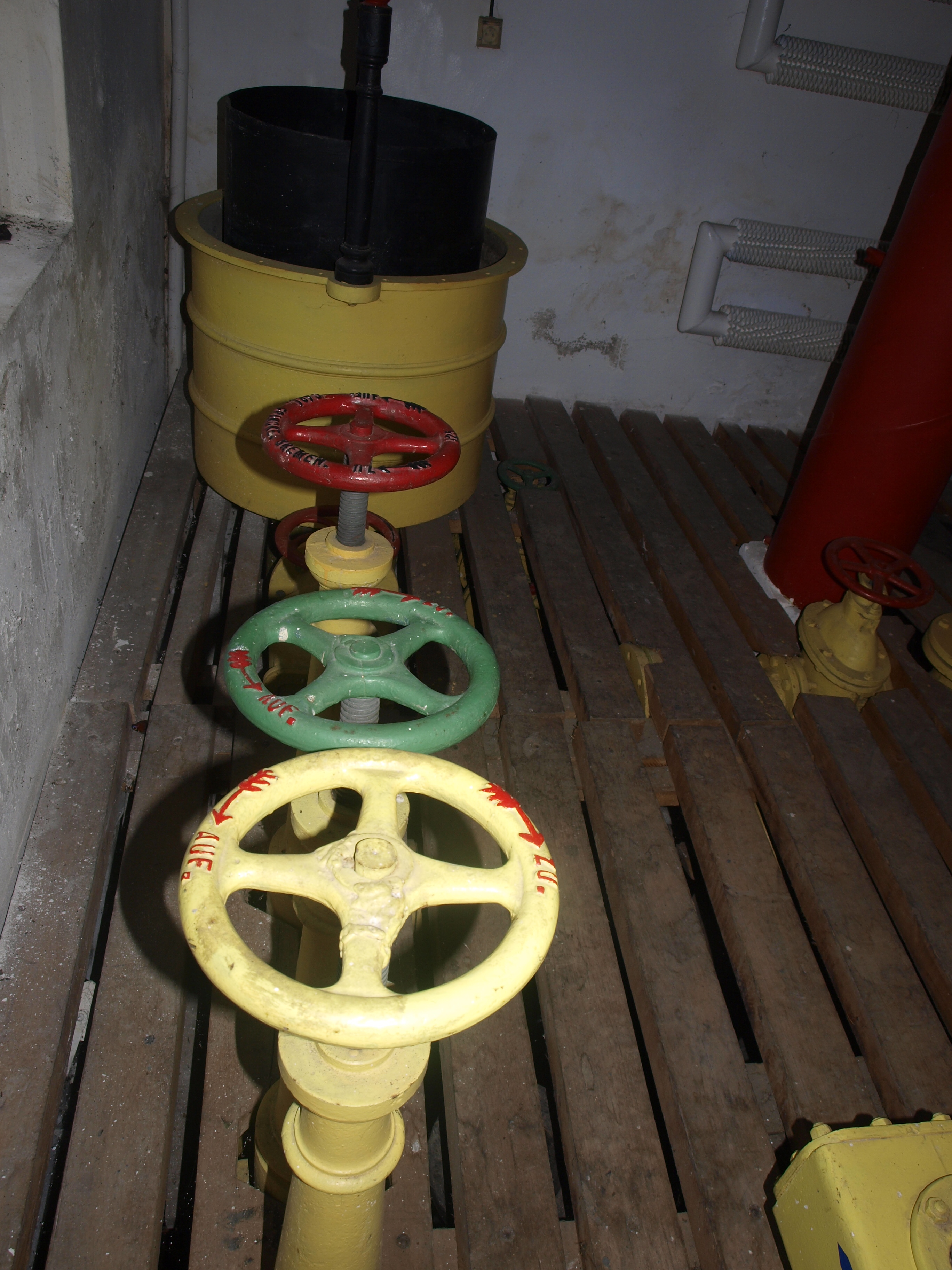
Wnętrze Muzeum Gazownictwa.

Magistrat Landsberga 7 maja 1907 roku podjął decyzję o wybudowaniu na potrzeby miasta gazowni węglowej. Budowę powierzono firmie Karla Frandego z Bremy.  Zaplanowano budowę piecowni z piecem pojedynczym i potrójnym, odsiarczalni, aparatowni, zbiornika gazu o pojemności 700 m³, budynku administracyjnego oraz sieci do dystrybucji gazu długości 8 km. Zakładano, że dzienna produkcja gazu będzie wynosić 500 m³. 
Wybudowana została w miejscu tak zwane Góry Zarazy (dawniej wzniesienie to znajdowało się poza murami miasta). Góra Zarazy była miejscem pochówku kilkuset ofiar epidemii dżumy, która nawiedziła miasto w 1710 r. Na Górze Zarazy wybudowano także miejską wieżę ciśnień. 
Gaz w miejskiej gazowni wytwarzano z węgla. Węgiel dowożono z kopalni Bulfen. W pierwszych latach gazownia zasilała oświetlenie uliczne. Później do sieci podłączono także prywatnych odbiorców gazu. Zakład otwarto 13 września 1908 roku. Gazownia w latach 1908-1910 zarządzana była przez Centralny Urząd w Bremie. Początkowo cena jednego metra sześciennego gazu wynosiła 20 pfenigów dla gazu oświetleniowego oraz 15 pfenigów dla gazu rurowego (do ogólnego użytku). W 1910 gazownia przeszła pod zarząd miasta. Do 15 lutego 1920 r. wyprodukowano milion metrów sześciennych gazu. Do 1925 roku gazownia zasilała 42 latarnie uliczne oraz obsługiwała około 400 gospodarstw domowych. Kiedy w 1924 roku pojawił się w mieście prąd elektryczny, oświetlenie ulic z gazowego zmieniono na elektryczne. Gazownia miejska pracowała do lutego 1945 roku.
Po wkroczeniu Armii Czerwonej gazownia została zdewastowana, a urządzenia w większości wywiezione. Ponownie gazownia została uruchomiona w 1964 roku. Do remontu wykorzystano brakujące urządzenia z gazowni w Sępopolu i w Braniewie. Gazownia miejska w Górowie pracowała do 1992 roku.  
W lipcu 1994 roku Państwowa Służba Ochrony Zabytków w Olsztynie wydała decyzję w sprawie wpisania Budynku dawnej gazowni w Górowie Iławeckim do rejestru zabytków. W tym samym roku podjęto decyzję o utworzeniu muzeum w budynku produkcyjnym. 
Budynek administracyjny został w 1998 roku sprzedany, a na potrzeby funkcjonującej rozdzielni gazu zbudowano nowy. Zbiornik gazu został przerobiony na garaż poprzez wycięcie w płaszczu wodnym otworu i wstawieniu drzwi. 

## Muzeum
W latach 1992–94 przeprowadzono remont, którego celem było zaadaptowanie budynku dawnej gazowni do pełnienia funkcji muzeum. Remont przeprowadzili byli pracownicy gazowni. Podczas prac remontowych odkryto zabytkowe elementy takie jak oryginalny bruk w piecowni, a które obecnie można oglądać w trakcie zwiedzania ekspozycji.  W Muzeum można zobaczyć kompletny ciąg technologiczny do produkcji gazu.
W miejscu, gdzie znajdowało się składowisko węgla dawnej gazowni, obecnie znajduje się ekspozycja różnego rodzaju akcesoriów gazowniczych: gazomierze, ciśnieniomierze, a także kuchenki i piecyki gazowe. Muzeum, należy do Polskiej Spółki Gazownictwa Oddział w Gdańsku. 
Muzeum można zwiedzać bezpłatnie, ale należy wcześniej umówić się telefonicznie.